# Forest Acres
Forest Acres es una ciudad situada en el estado de Carolina del Sur, en los Estados Unidos.En el Condado de Richland. La ciudad en el año 2000 tiene una población de 10.558 habitantes en una superficie de 12.9 km², con una densidad poblacional de 888.1 personas por km². 

## Demografía
En el 2000 la renta per cápita promedia del hogar era de $46.628, y el ingreso promedio para una familia era de $62.026. El ingreso per cápita para la localidad era de $29.907. En 2000 los hombres tenían un ingreso per cápita de $38.277 contra $31.438 para las mujeres. Alrededor del 7.40% de la población estaba bajo el umbral de pobreza nacional. 

### Localidades adyacentes
El siguiente diagrama muestra a las localidades en un radio de 12 kilómetros (7,5 mi) de Forest Acres.